# Gerimpeld platmos
Gerimpeld platmos (Plagiothecium undulatum) is een bladmos uit de platmosfamilie (Plagiotheciaceae). 

## Determinatie
Gerimpeld platmos vormt geelgroene tot bleekgroene matten Het mos vormt stengels met een lengte tot 10 cm. De planten zijn tegelijkertijd afgeplat en gezwollen, dat wil zeggen de bladoppervlakken liggen min of meer in één vlak, maar zijn zodanig gebogen dat de stelen een afgeplat, wormachtig uiterlijk hebben. De bladeren zelf zijn aan de voorzijde duidelijk golvend. Deze kenmerken onderscheidt gerimpeld platmos van alle andere mossen. De bladeren zijn enigszins asymmetrisch en ovaal-lancetvormig van vorm. De bladrand is aan de punt fijn getand. Er is een korte dubbele bladnerf. De bladvleugels lopen als een korte, zeer smalle band langs de stam naar beneden.
Het mos is tweehuizig. Het vormt zelden sporenkapsels. Het heeft heeft draadvormige broedlichamen.

## Gelijkende taxa
Op rauw veen of in veenmosrietland wordt de soort ook een enkele keer gevonden, en hier is verwarring met Plagiothecium denticulatum var. undulatum mogelijk (Plagiothecium undulatum is forser en witter).

## Ecologie
Het kalkmijdende mos groeit op zure bosgronden, zoals in bergbossen en op steenhopen, maar ook op heidevelden en op heidegronden (veen). Op geschikte locaties vormt komt het massaal voor waar het meerdere vierkante meters bedekt. Op hellingen biedt het mos een goede bescherming tegen erosie. Op het niveau kan het echter leiden tot wateroverlast en de vorming van mor bevorderen, omdat de dichte bladeren een zeer grote watertoevoer en -opslag vereisen.
Gerimpeld platmos heeft een duidelijke voorkeur voor mor, vooral dikkere naaldpakketten in bossen met een gesloten kroondak en niet te dichte ondergroei. Vaak is de soort in deze bossen juist aan te treffen op half open plekken. Ook op dood hout is de soort te vinden.

### Syntaxonomie
Gerimpeld platmos staat te boek als kensoort voor de klasse van naaldbossen.

## Verspreiding
Het groeit in de gematigde streken van Noord-Amerika, vooral in het westen van de Stille Oceaan, maar ook in het meer oceanische deel van Europa tot Klein-Azië.
In Nederland komt het vrij algemeen voor. Het staat niet op de rode lijst en is niet bedreigd.

## Fotogalerij

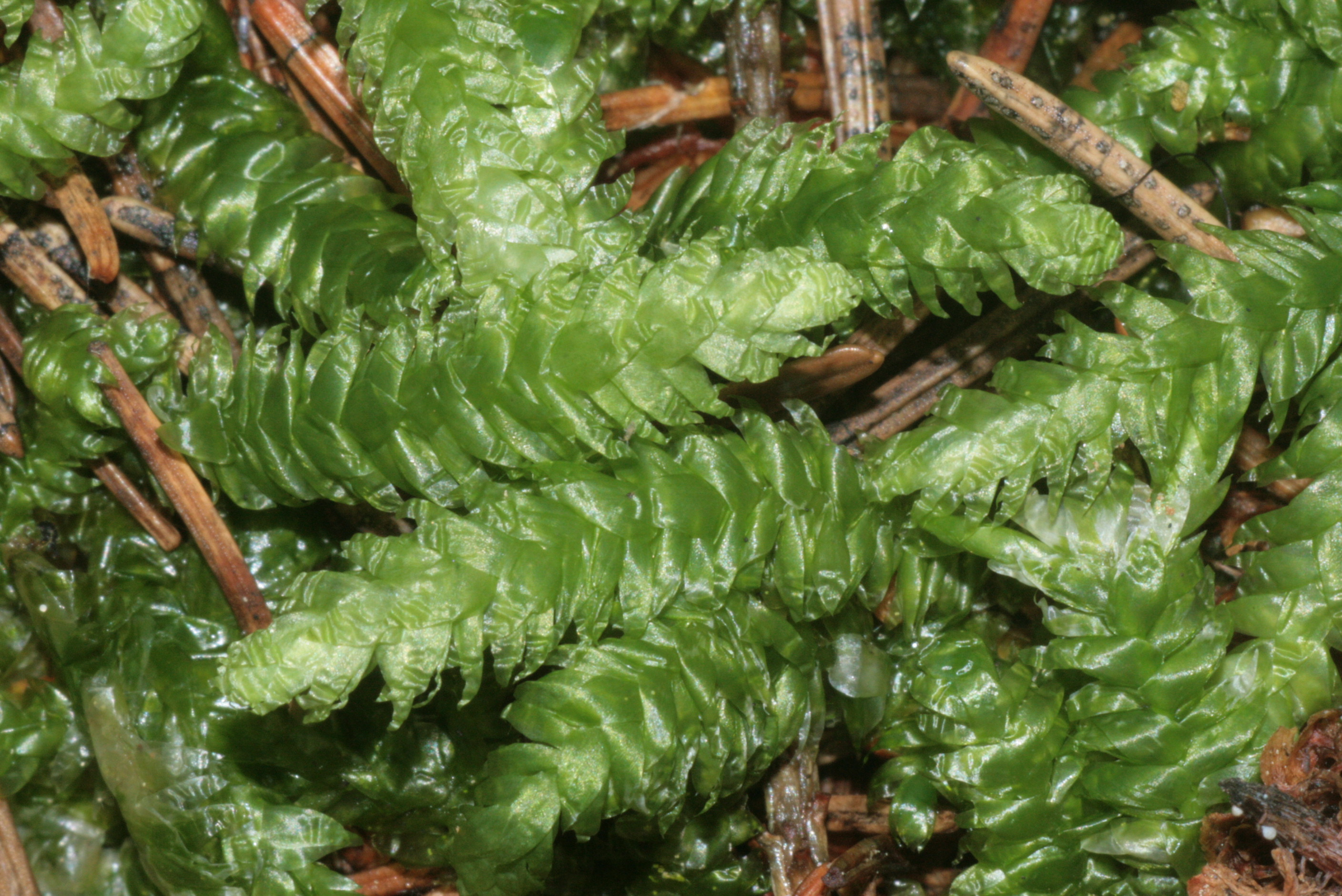
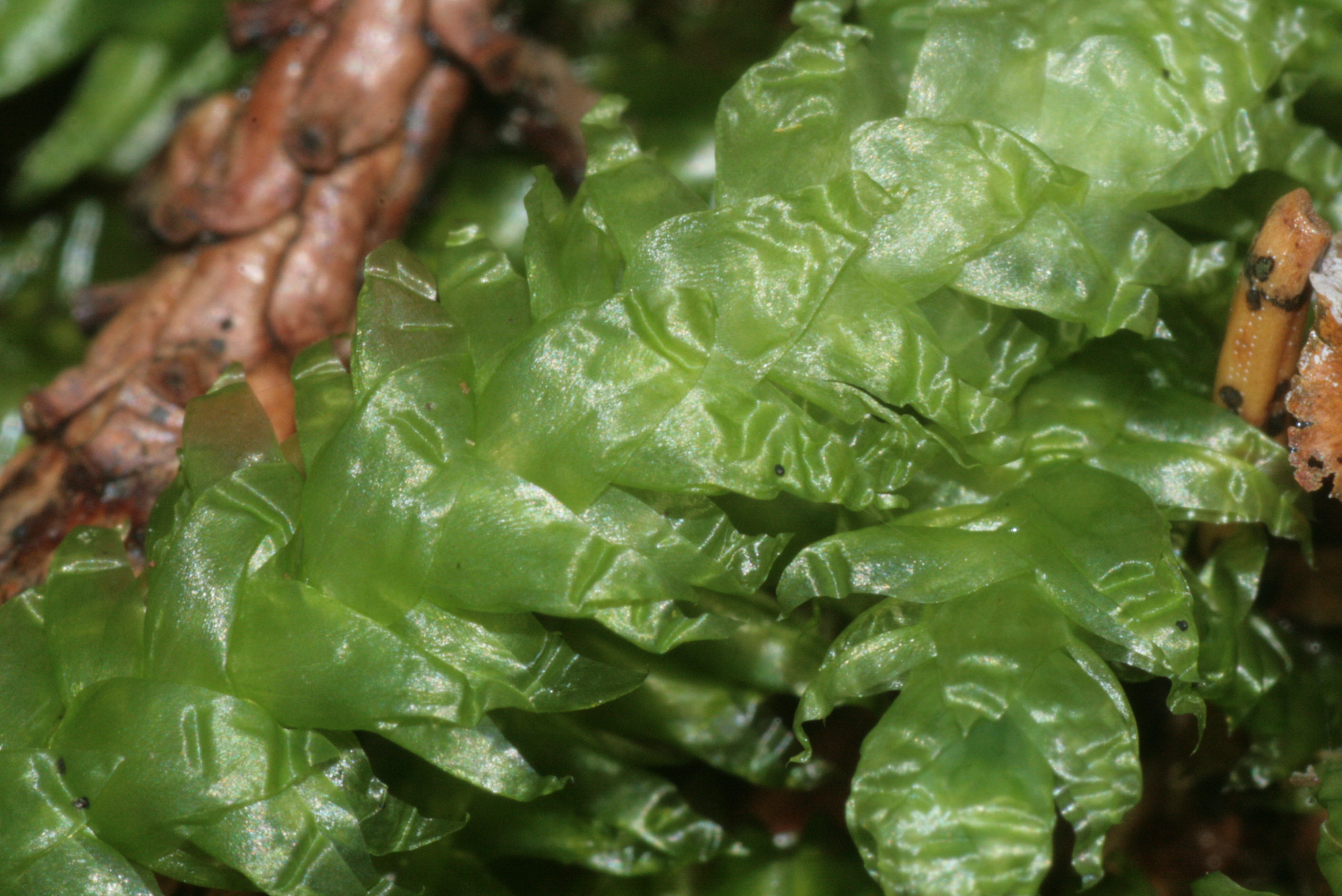
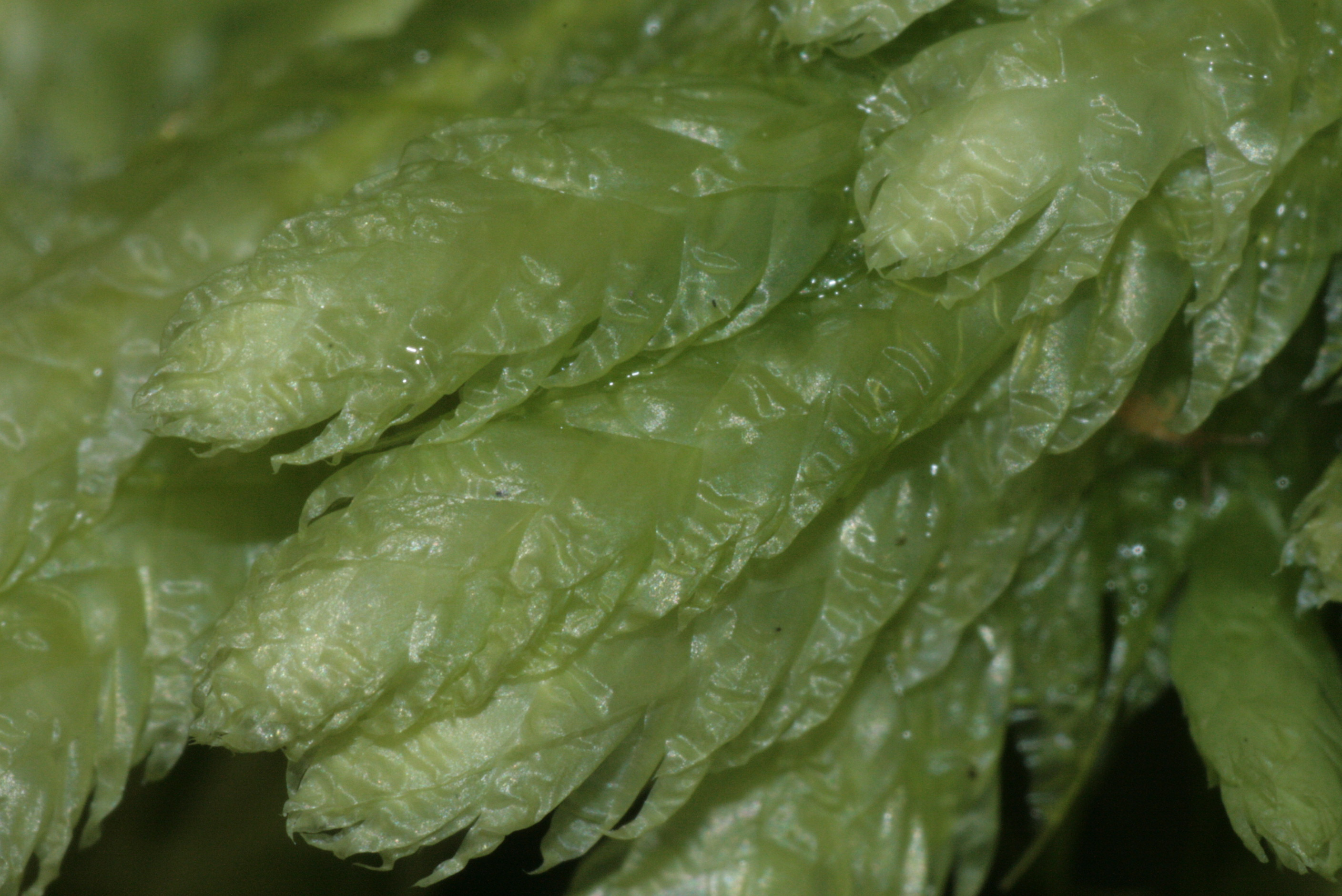
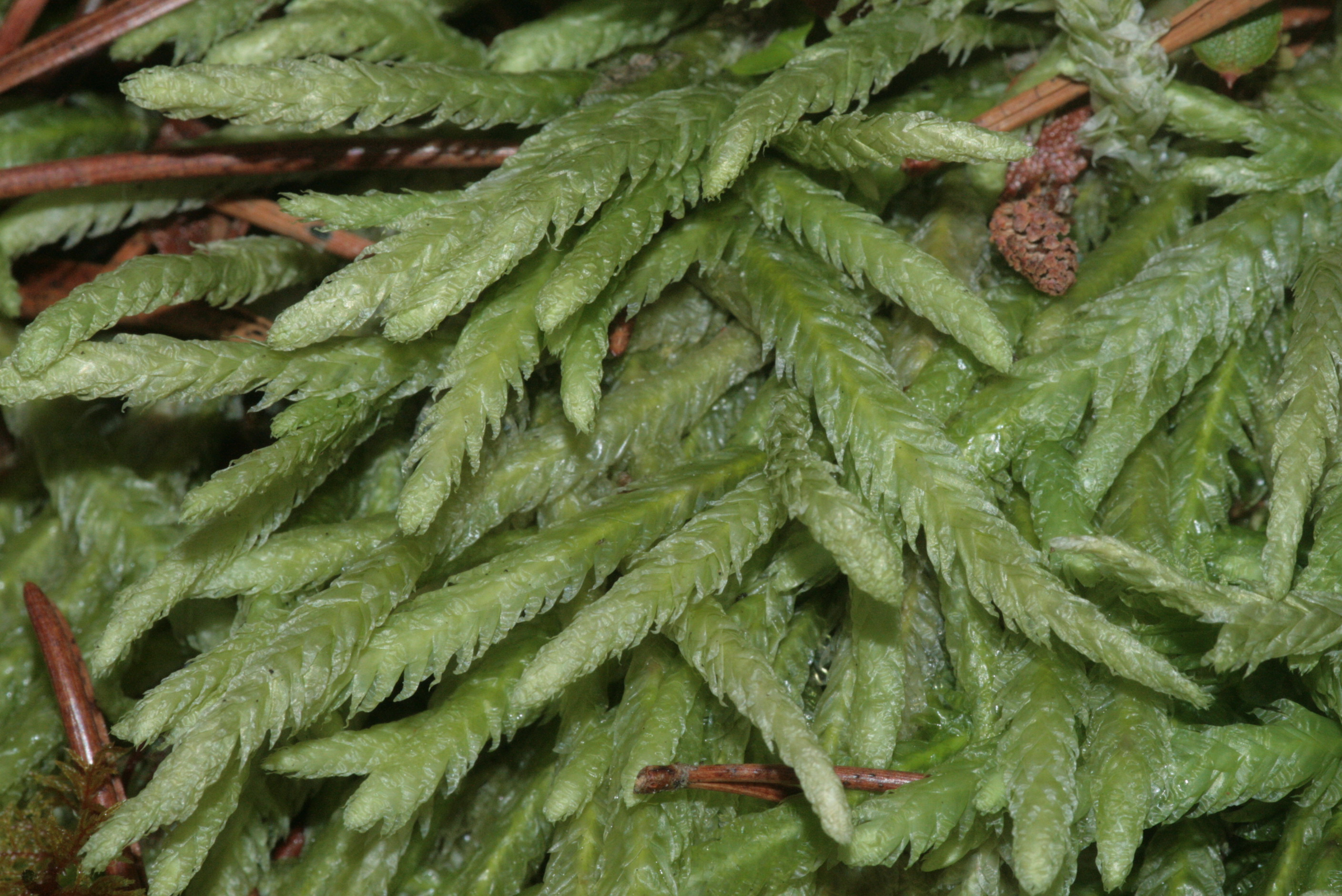
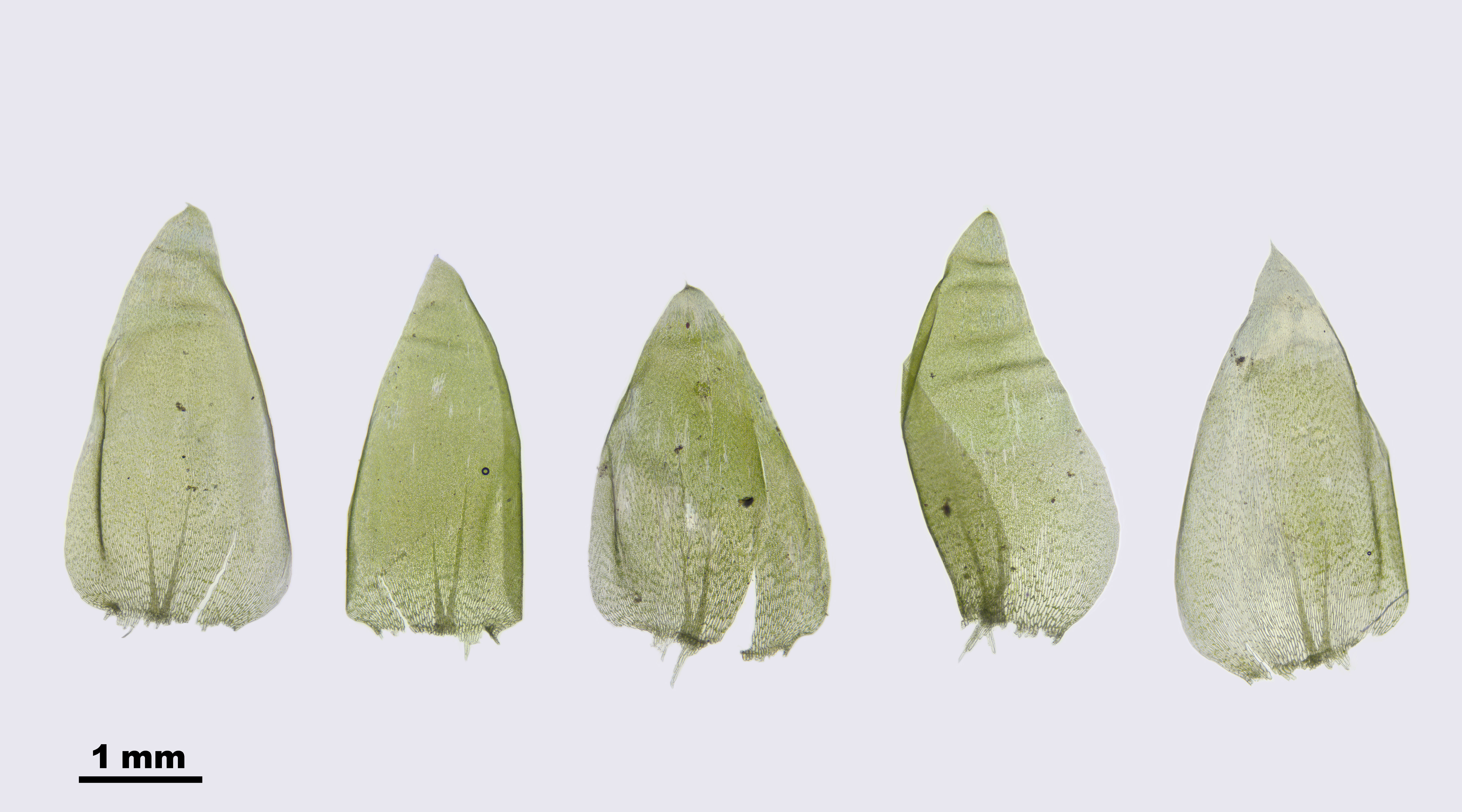
Bladeren
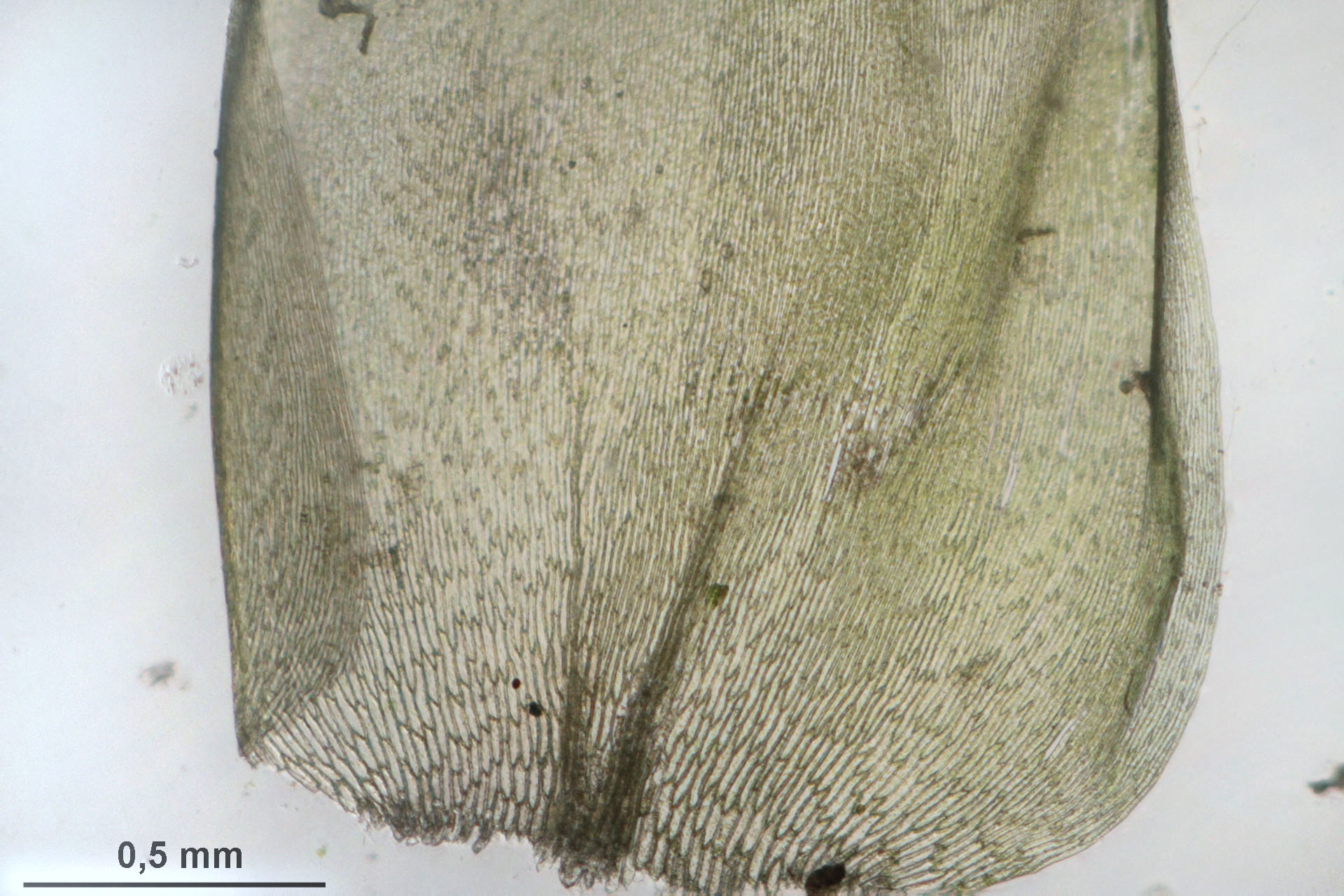
Bladvoet
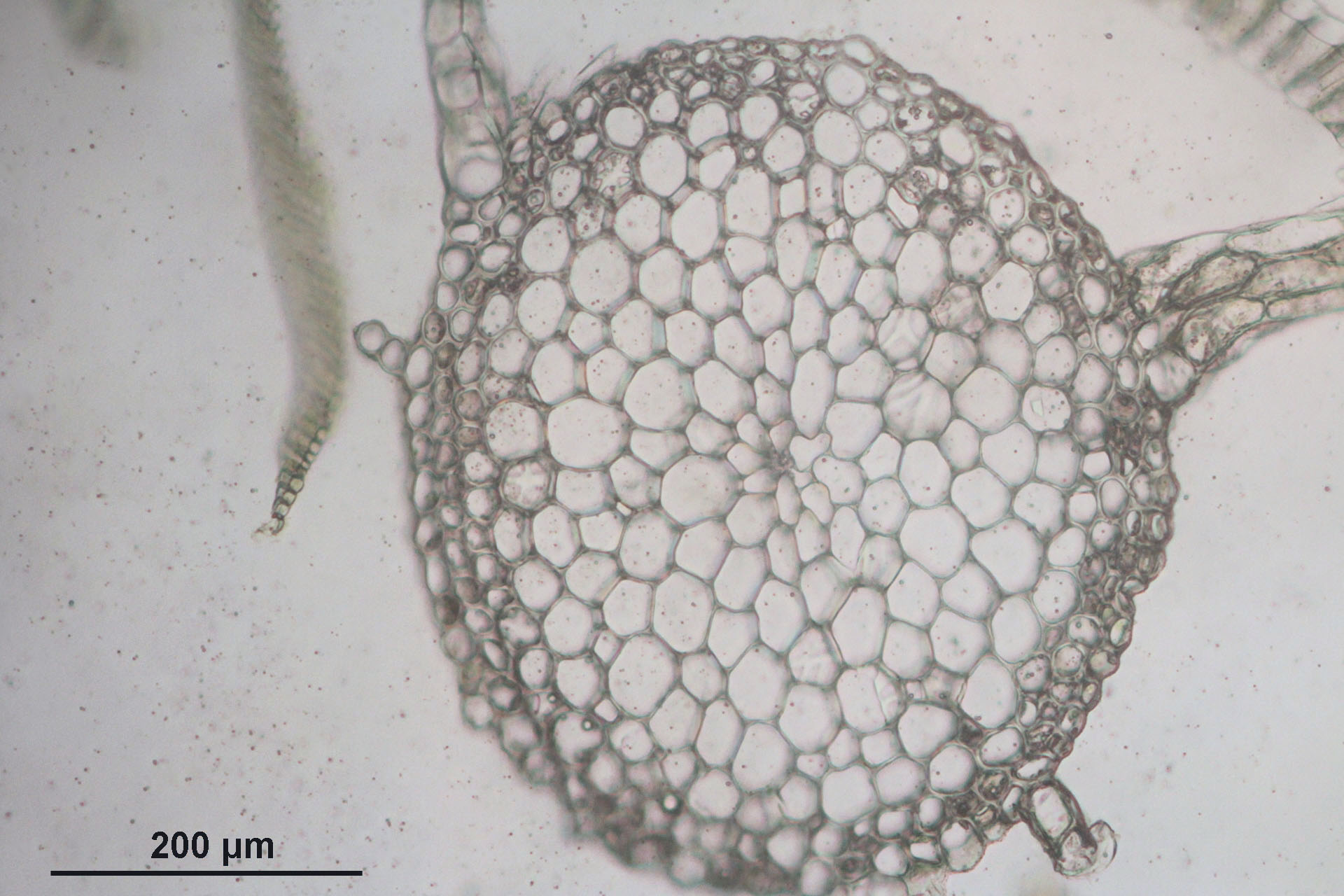
Stengeldoorsnede
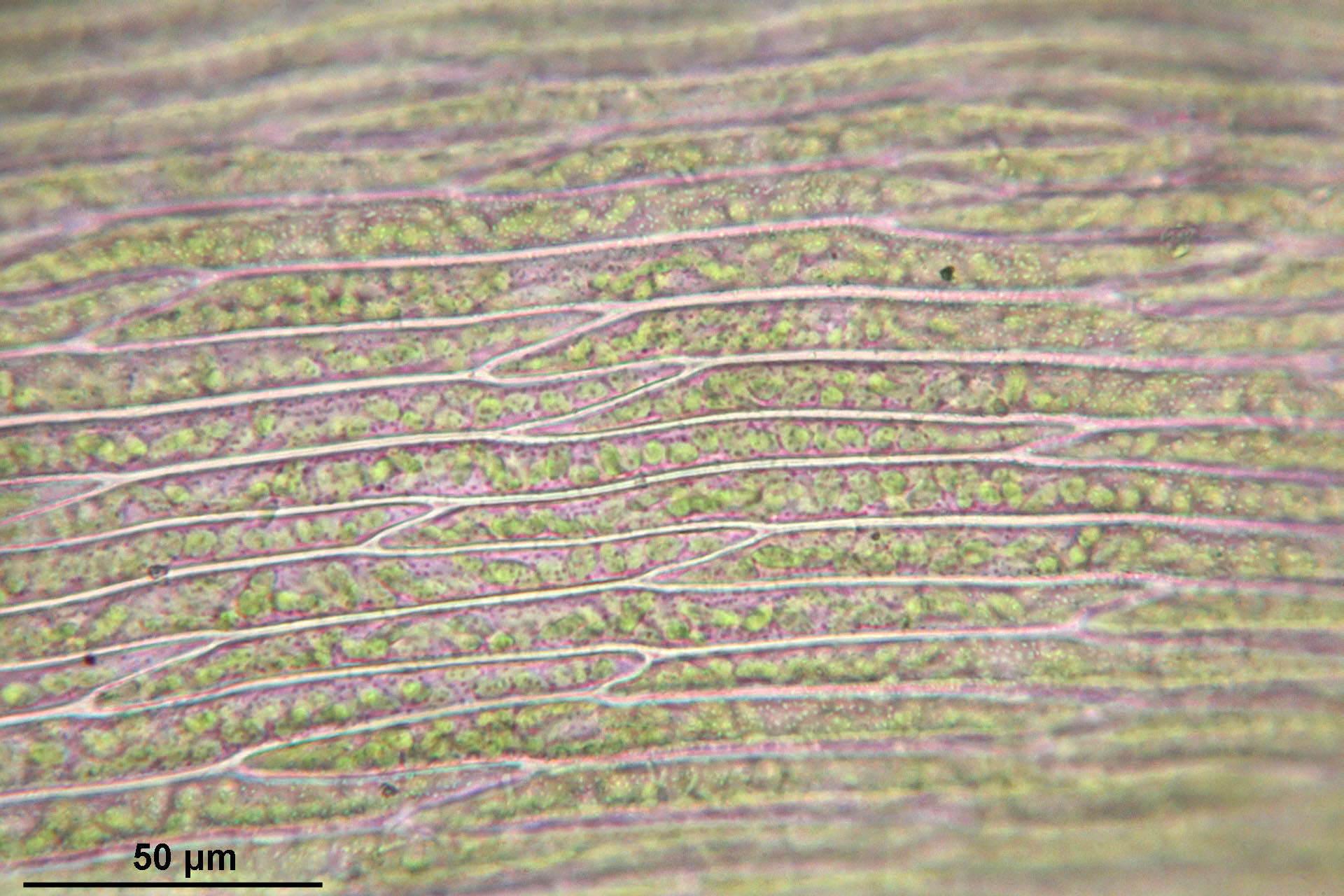
Bladcellen midden
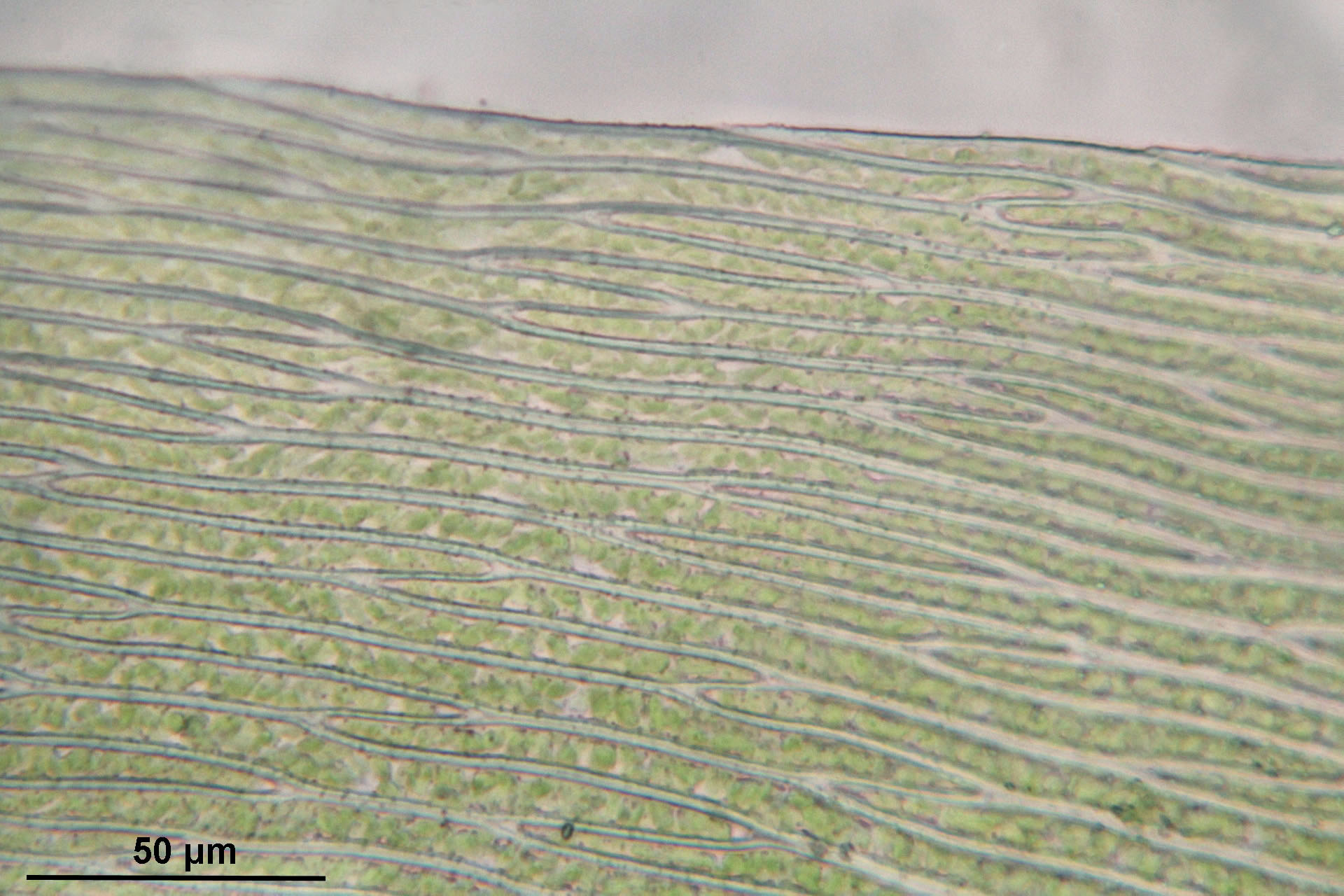
Bladcellen rand
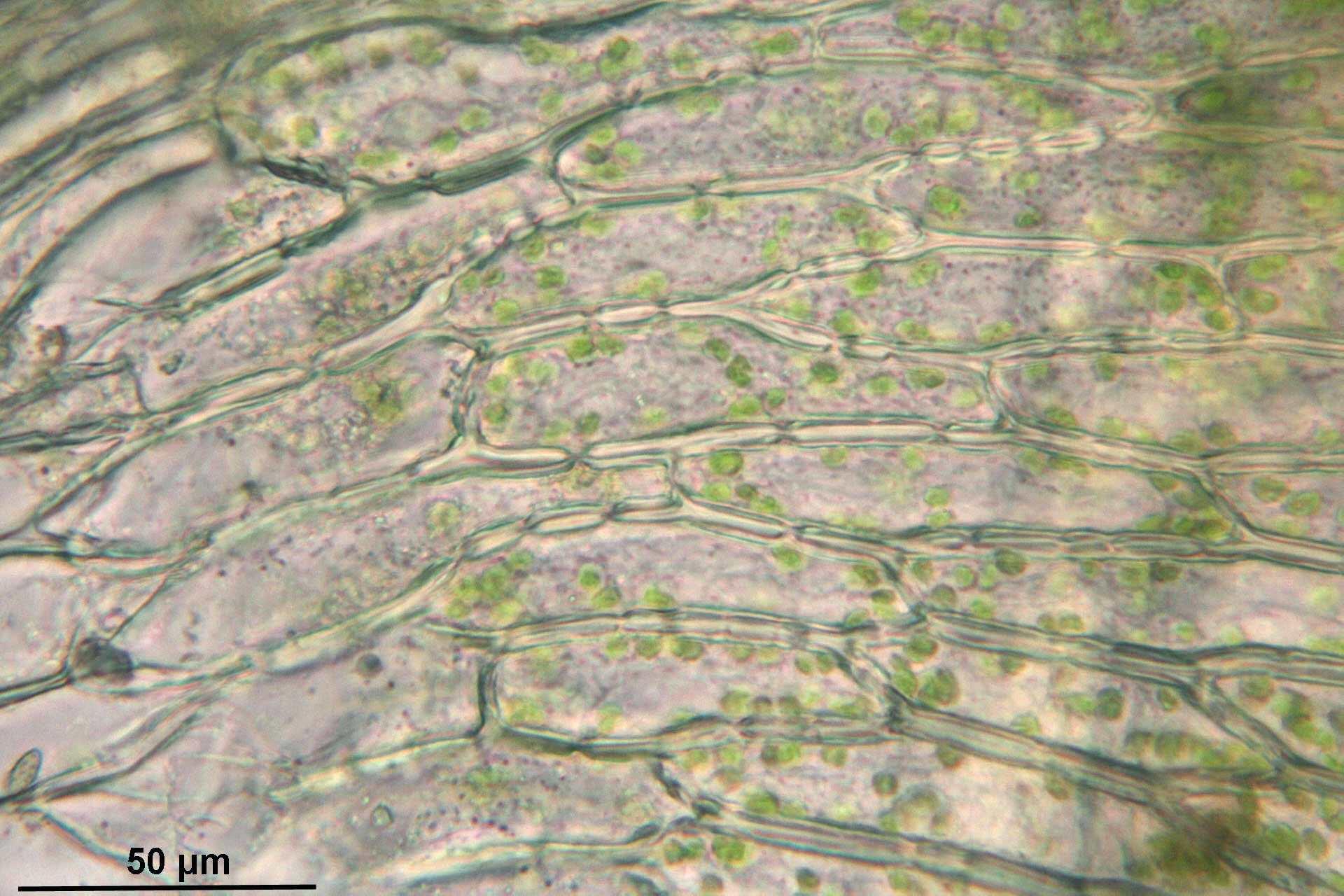
Bladcellen voet